# آرنه كريستيانسن
آرنه كريستيانسن هو قاضي نرويجي، ولد في 19 مايو 1926، وتوفي في 23 يناير 2012.